# Robert Clarke
Robert Clarke (Oklahoma City, 1 de junho de 1920 - Valley Village, Califórnia, 11 de junho de 2005), nome artístico de Robert Irby Clarke, foi um ator e diretor norte-americano.

## Morte
Em 11 de junho de 2005, com 85 anos de idade, Clarke morreu vítima de complicações de diabetes. Clarke foi enterrado no Cemitério Florest Lawn Memorial Park.

## Filmografia
- The Falcon in Hollywood (1944)
- The Body Snatcher (1945)
- A Game of Death (1945)
- Radio Stars on Parade (1945)
- Criminal Court (1946)
- Genius at Work (1946)
- Dick Tracy Meets Gruesome (1947)
- Ladies of the Chorus (1948)
- Return of the Bad Men (1948)
- A Modern Marriage (1950)
- Outrage (1950)
- Hard, Fast and Beautiful (1951)
- The Man from Planet X (1951)
- Casa Manana (1951)
- Pistol Harvest (1951)
- Street Bandits (1951)
- Tales of Robin Hood (1951)
- Sword of D'Artagnan (1951)
- Captive Women (1952)
- The Fabulous Senorita (1952)
- Sword of Venus (1953)
- Captain John Smith and Pocahontas (1953)
- The Black Pirates (1954)
- New Faces of 1954 (1954)
- The Incredible Petrified World (1957)
- The Astounding She-Monster (1957)
- Outlaw Queen (1957)'
- Timbuktu (1958)
- Date with Death (1959)
- Beyond the Time Barrier (1960)
- Secret File: Hollywood (1962)
- Terror of the Bloodhunters (1962)
- Zebra in the Kitchen (1965)
- Star Wars: Episódio IV (1977)
- Frankenstein Island (1981)
- Midnight Movie Massacre (1988)
- Alienator (1989)
- The Naked Monster (2005) - Major Allison